# گروه پپسی باتلینگ
گروه پپسی باتلینگ (انگلیسی: The Pepsi Bottling Group) شرکت صنایع غذایی آمریکایی است، که در سال ۱۹۹۹ تأسیس شد.